# Gräve församling
Gräve församling var en församling i Strängnäs stift och i Örebro kommun i Örebro län (Närke). Församlingen uppgick 2002 i Tysslinge församling.

## Administrativ historik
Församlingen har medeltida ursprung. 
Församlingen var till 1962 annexförsamling i pastoratet Kil och Gräve som till 1659 även omfattade Ekers församling. Från 1962 till 2002 var församlingen annexförsamling i pastoratet Vintrosa, Tysslinge och Gräve. Församlingen uppgick 2002 i Tysslinge församling.

## Kyrkor
- Gräve kyrka